# Bruchsal
Bruchsal é uma cidade da Alemanha, no distrito de Karlsruhe, na região administrativa de Karlsruhe, estado de Baden-Württemberg.

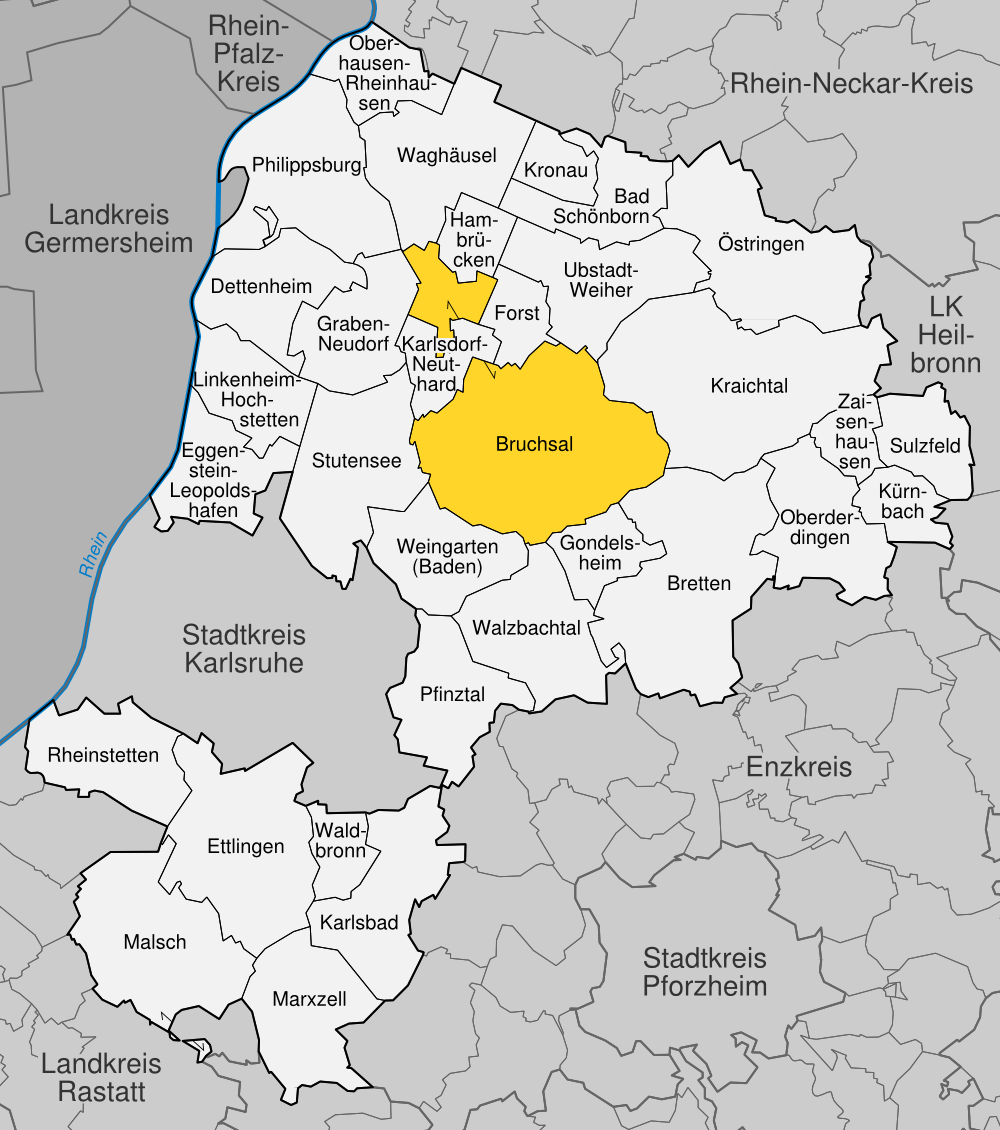
Bruchsal no distrito de Karlsruhe